# 광결맞음단층영상

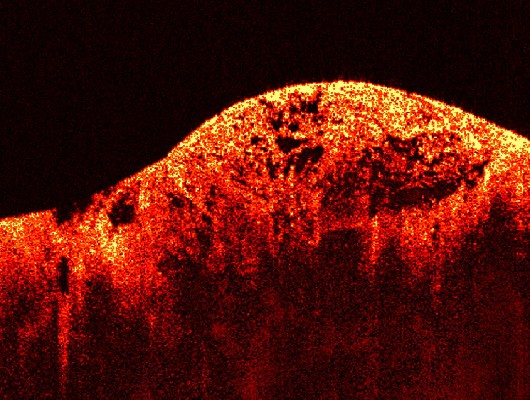
sarcoma의 OCT 영상

광 간섭 단층 촬영 (Optical coherence tomography, OCT)은 빛을 사용하여 광학 산란 매체 (예 : 생물 조직) 내에서 마이크로 미터 해상도의 3 차원 이미지를 캡처하는 의료 영상 기술이다. 이는 일반적으로 근적외선을 사용하는 저 간섭 성질을 이용한 간섭계를 기반으로 한다. 비교적 긴 파장 빛을 사용하면 산란 매질 내로 침투할 수 있다. 또 다른 광학 기술인 공 초점 현미경(confocal microscopy)은 일반적으로 샘플에 덜 깊숙이 침투하지만 해상도는 더 높다.
광원 (고휘도 다이오드, 매우 짧은 펄스 레이저 및 장기간 연속 레이저가 사용됨)의 특성에 따라 광학 간섭 단층 촬영은 서브 마이크로 미터 분해능 (~ 100 nm 파장 범위에서 방출되는 매우 넓은 스펙트럼 소스를 가짐)을 가진다.
광학 단층 촬영 (optical coherence tomography)은 광학 단층 촬영 기술의 한 종류이다. 비교적 최근에 구현된 광 간섭 단층 촬영인 주파수 영역의 광 간섭 단층 촬영 (coherence tomography)은 신호 대 잡음 비 (signal-to-noise ratio)의 이점을 제공하여보다 빠른 신호 획득을 가능하게 한다. 상업적으로 이용 가능한 광학 단층 촬영 시스템은 예술 보존 및 진단 의학, 특히 안과 및 안과에서 다양한 용도로 사용되며, 망막 내에서 상세한 이미지를 얻는데 사용될 수 있다. 최근에는 OCT에 혈류정보를 이용하여 관상 동맥 질환 진단에 도움이되는 중재적 심장학에도 사용되기 시작했다. 또한 진단 과정을 개선하기 위해 피부과에서의 가능성을 보여주고 있다.

## 소개

손끝의 OCT 영상. "코르크 마개 모양"을 가지고있는 땀샘을 관찰하는 것이 가능하다.

생체 조직, 특히 사람의 눈에 대한 생체 내 안구 측정을 위한 백색광 간섭 측정법을 시작으로 전 세계적으로 여러 그룹이 조사했다. 백색광 간섭계를 이용하여 깊이 스캔을 한 수평선을 따라 인간 안저의 첫 번째 2 차원 생체 내 묘사가 1990년 ICO-15 SAT 회의에서 발표되었다. 1990년 Yamagata 대학의 나오노로 탄노 (Naohiro Tanno) 교수에 의해 개발되었고., 특히 후앙 (Huang)에 의해 1991년부터, 매사추세츠 공과 대학(MIT)의 후지모토 (James Fujimoto) 교수의 연구에 의해 개발되었다 optical coherence tomography (OCT)와 마이크로 미터 해상도 및 단면 영상 기능은 뛰어난 생의학 조직 영상 기술이 되었다. 마이크로 미터 해상도와 밀리미터 침투 깊이가 필요한 안과용 및 기타 조직 이미징에 특히 적합하다. 망막 구조를 보여주는 최초의 생체 내 OCT 이미지는 1993년에 발표되었고 1997년에는 첫 번째 내시경 이미지가 발표되었다. OCT는 그림의 여러 레이어를 분석하는 데 사용되는 다양한 미술 보존 프로젝트에도 사용되었다. OCT는 다른 의료 이미징 시스템에 비해 흥미로운 이점이 있다.
의료 초음파, 자기 공명 영상 (MRI), 공 초점 현미경 및 OCT는 형태학적 조직 영상에 다르게 적용된다. 처음 두 개는 전신촬영이 가능하지만 저해상도 이미징 기능 (일반적으로 1 밀리미터의 부분)을 가지고 있지만 세 번째 것(공 초점 현미경)은 깊이가 0 ~ 100 마이크로 미터 사이에서 1 마이크로 미터 (즉, 하위 세포) 이하의 해상도를 가진 영상을 제공 할 수 있다. 네 번째인 OCT는 500 마이크로 미터 정도 깊게 볼 수 있지만 해상도가 낮다. (측면에서 약 10 마이크로 미터, 예를 들어, 안과에서 깊이가 마이크로 미터이고, 내시경 검사에서 측 방향으로 20 마이크로 미터이다.)
OCT는 저 간섭성 간섭계 (low coherence interferometry)에 기초한다. 간섭성 길이가 긴 종래의 간섭계 (즉, 레이저 간섭계)에서, 빛의 간섭은 미터 거리에 걸쳐 발생한다. OCT에서, 이러한 간섭은 넓은 대역폭의 광원 (즉, 넓은 범위의 주파수에 걸쳐 빛을 방출하는 광원)의 사용으로 인해 마이크로 미터의 거리로 단축된다. 매우 짧은 펄스 (펨토초 레이저)를 갖는 고휘도 다이오드 또는 레이저를 사용하여 넓은 대역폭의 빛을 생성 할 수 있다. 백색광은 저전력의 광대역 소스의 예이다.
OCT 시스템의 빛은 샘플이 있는 팔(관심있는 항목 포함)과 참조를 하는 팔(일반적으로 거울)의 두 팔로 나뉜다. 샘플 팔로부터 반사 된 광과 기준 팔로 부터의 기준 광의 조합은 양 패턴으로부터의 광이 "동일한" 광학 거리( "동일", 즉 코히런스(일관성)보다 작은 차이를 의미 함)를 이동 한 경우에만 간섭 패턴을 야기한다. 기준 팔에서 거울을 스캐닝함으로써, 샘플의 반사 프로파일이 얻어 질 수 있다(이것은 시간 영역 OCT이다). 많은 빛을 반사하는 샘플 영역은 그렇지 않은 영역보다 더 큰 간섭을 생성한다. 짧은 간섭 길이를 벗어난 빛은 간섭을 일으키지 않는다.
A-scan이라고 불리는 이 반사 프로파일은 관심 항목 내의 공간 치수 및 구조 위치에 대한 정보를 포함한다. 단면 토모그래피 (B-스캔)는 일련의 이러한 축 방향 깊이 스캔 (A-스캔)을 측 방향으로 결합함으로써 달성 될 수 있다. 획득 된 깊이의 얼굴 이미징은 사용된 이미징 엔진에 따라 가능하다.

## 같이 보기
- 공초점 현미경
- 간섭법
- 의학촬영
- 단층촬영술